# Forsvar i dybden
Forsvar i dybden eller dybdeforsvar er et militært udtryk, som betyder at den forsvarende side placerer sine enheder så de gradvis absorberer en angribende fjendes styrke. Enheder som er placeret længere tilbage og som kan gå til modangreb kan indgå i et dybdeforsvar. Et vellykket dybdeforsvar kan gøre at "chokket" fra et kraftigt overfald gradvis mindskes. Der findes flere historiske eksempler på vellykkede dybdeforsvar, eksempelvis slaget ved Kursk under anden verdenskrig.